# Olluco

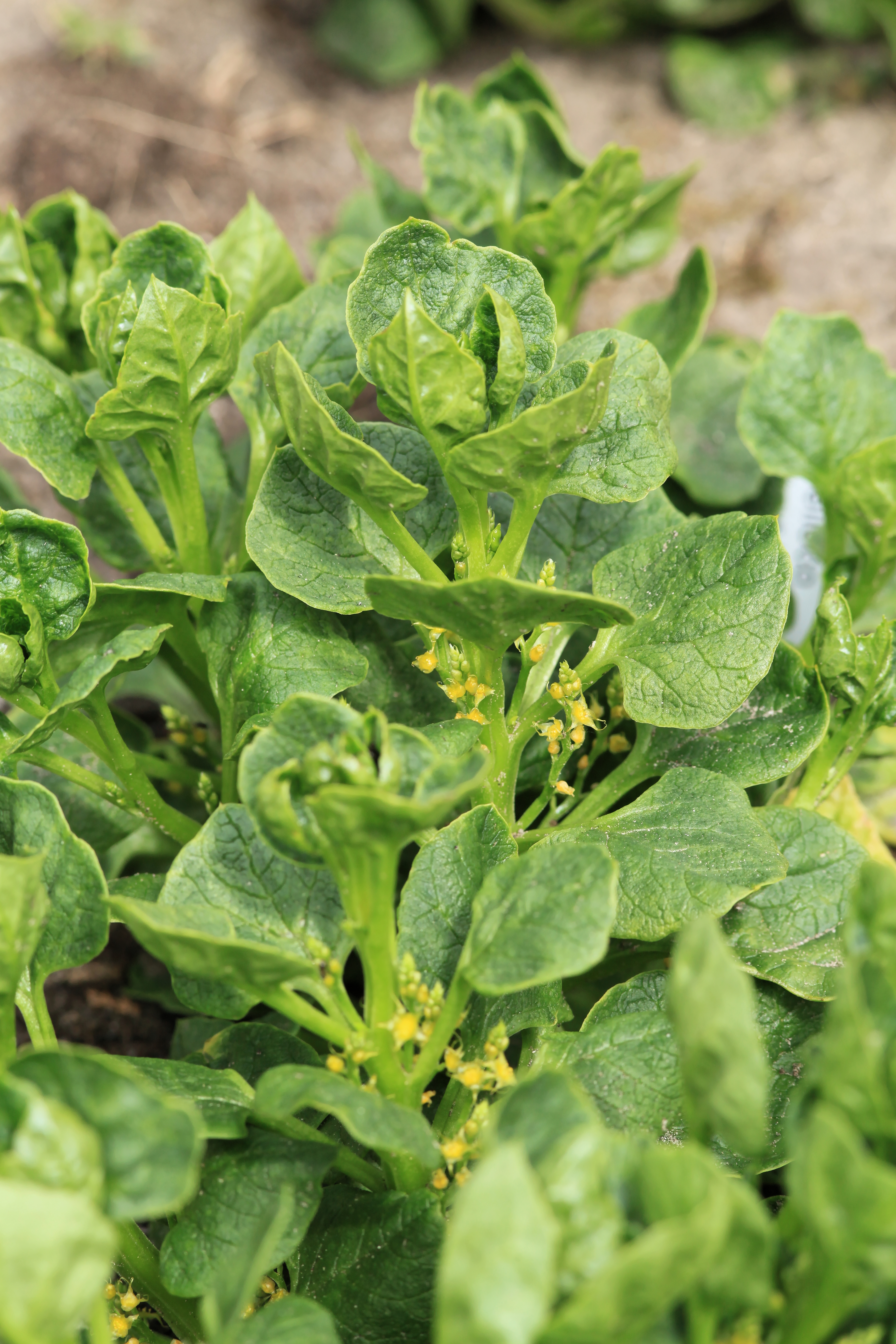
Olluco (Ullucus tuberosus)

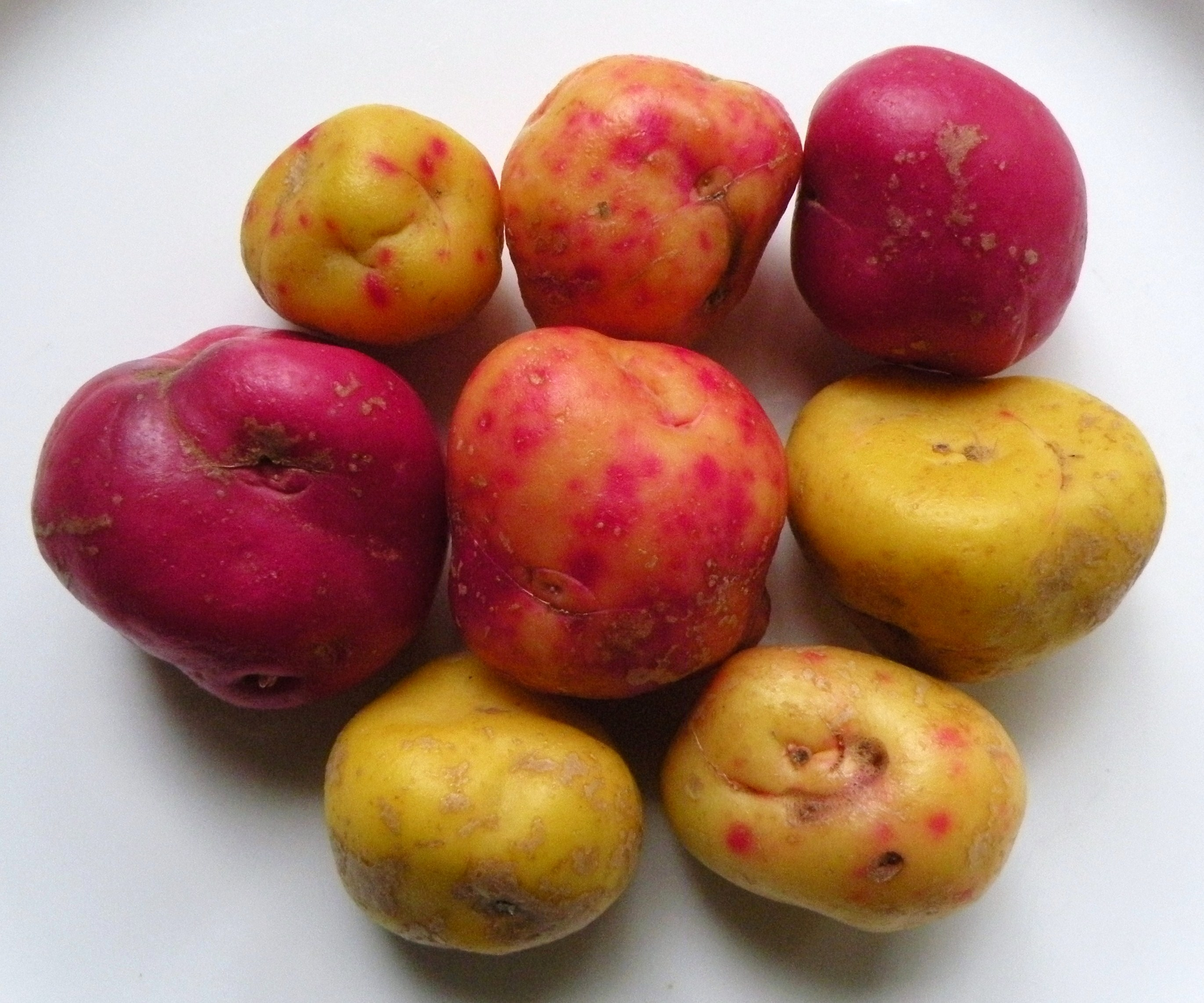
Olluco-Knollen

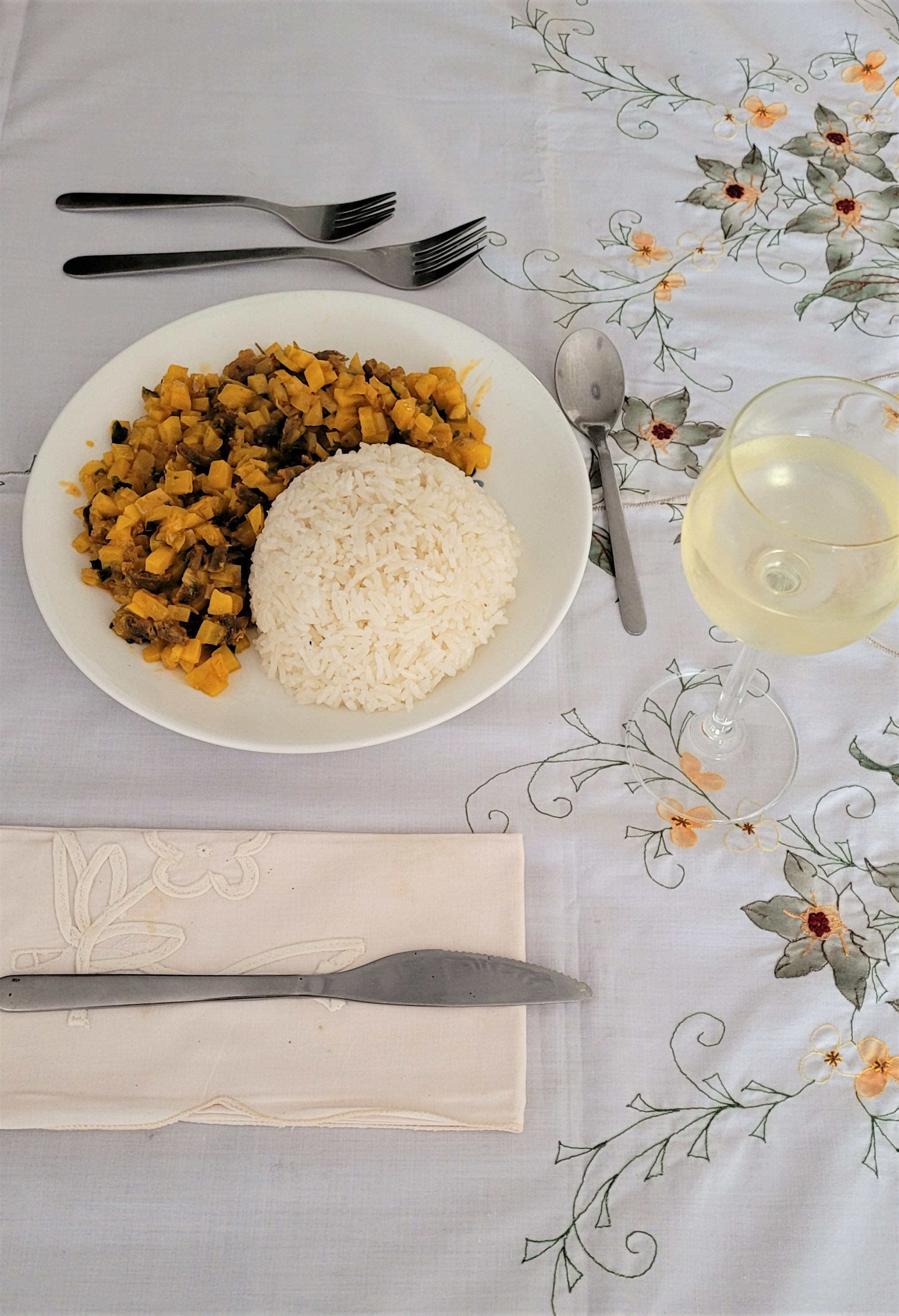
Peruanisches Gericht Olluquito con Charqui (Lamafleischstreifen)

Olluco (Ullucus tuberosus), auch Ulluco, Ulluma, Melloco, Ruba, Knollenbaselle oder in den Anden auch Papa Lisa oder einfach nur Lisa genannt, ist die einzige Pflanzenart in der Gattung Ullucus aus der Familie der Basellgewächse (Basellaceae).

## Beschreibung
Die Pflanze ist eine mehrjährige, laubwerfende und aufrechte bis niederliegende, kriechende und krautige Pflanze von bis zu 0,4–0,8 m Höhe und 50–90 cm Breite. Die fleischigen, sukkulenten, grünlichen bis oft rötlichen, kahlen Sprossachsen sind mehr oder weniger rippig. Früchte werden bei kultivierten Pflanzen nur selten gebildet. Die Pflanze und die Knollen enthalten Schleimstoffe.
Aus den Achseln der Blätter an der Sproßbasis gehen ein bis drei in den Boden wachsende Stolonen hervor, die unterirdisch an der Spitze zu eiförmigen bis fast zylindrischen, ellipsoiden oder rundlichen Sproßknollen mit kleinen „Augen“ anschwellen. Die etwa (1; wild) 2 bis 13 cm großen Knollen sind glatt, etwas glänzend und je nach Sorte gelblich, weißlich bis orange, rötlich, rosa oder grünlich gefärbt oder rötlich gesprenkelt.
Die einfachen, wechselständigen, schraubigen und ganzrandigen, gestielten Laubblätter sind mehr oder weniger herzförmig und eiförmig bis rundlich. Sie sind rundspitzig bis spitz oder bespitzt und kahl sowie bis etwa 7–17 cm groß. Die achselständigen Blütenstände sind traubig. Die gestielten, zwittrigen und fünfzähligen Blüten mit Trag- und hornartigen Vorblättern, besitzen eine (doppelte) Blütenhülle. Sie haben zwei gelbliche, rundliche Kelch- und fünf, basal verwachsene, rötlich-gelbe, eiförmige und geschwänzte und ausgebreitete Kronblätter. Es sind fünf kleine, an den Petalen angeheftete Staubblätter und ein oberständiger, einkammeriger Fruchtknoten vorhanden, der kurze Griffel ist zylindrisch und die Narbe ist kopfig und papillös.
Die Früchte sind kleine einsamige Nüsschen die vom trocken-ledrigen Perianth teils eingehüllt sind.
Die Chromosomenzahl beträgt 2n = 24, 36 oder 48.

## Verbreitung
Der Ursprung der Ollucos (sprich: Ojucos) liegt in den südamerikanischen Anden von Kolumbien, Peru und Argentinien. Sie werden in den Anden in einer Höhe von 3.000 bis 4.000 m Höhe von Kleinbauern angebaut.
Die in den Anden heimische Unterart Ullucus tuberosus ssp. aborigineus Brücher stellt vermutlich den Wildtyp des Ollucos dar.

## Nutzung
Die Olluco war schon vor der Inkazeit ein beliebtes Nahrungsmittel. Sie ist eine der Nutzpflanzen, von der es sehr alte Nachweise gibt. So findet man sie beispielsweise auf Kunstgegenständen wie Tongefäßen der vorkolumbischen Indianer. Zudem spricht die übergroße Zahl von Namen und die sehr weite Verbreitung der Pflanze in großen Teilen Südamerikas dafür, dass es sich um eine sehr alte und lange bekannte Art handelt.
Neben der Anfälligkeit für Virusinfektionen (s. u.) ist die lange Zeit, die die Pflanze zur Entwicklung bis zur Ernte braucht, ein Anbauerschwernis. Während Kartoffeln in den Anden eine Zeit von vier bis fünf Monaten bis zur Ernte benötigen, dauert dies bei der Olluco sieben bis acht Monate.

### Inhaltsstoffe
Ollucos enthalten etwa 86 % Wasser, 10,5–12 % Stärke, 0,1–0,2 % Fett, 1–2 % Eiweiß und 10–20 mg Vitamin C. Sie haben einen Brennwert von 210–230 kJ pro 100 g.

### Verwendung
Von den drei Knollen, die neben der Kartoffel in den Anden angebaut werden (Oka, Mashua und Olluco) ist letztere die beliebteste. Sie wird vor allem auf dem Land aber auch in den Städten von Ecuador, Peru und Bolivien verzehrt.
Die Knollen werden auf vielerlei Art zubereitet. In Ecuador ist eine Suppe verbreitet (locro de mellocos), in Peru wird sie mit eingeweichtem Trockenfleisch gegessen (olluquito con charqui) und in Bolivien wie in Peru ist ein Mischgericht aus Olluco, Kartoffel, Fleisch, Ei und Käse (chupe) sowie mit Chilis zubereitet (ají de papalisas) bekannt. Außerdem werden die Knollen gekocht und geröstet gegessen.
Manche Sorten können roh als Salat zubereitet werden, während andere nur gekocht genießbar sind. Im Übrigen werden die Knollen getrocknet. In dieser Form können sie als sog. linglis jahrelang aufbewahrt werden, ein Verfahren, das von den Indianern entwickelt wurde.

### Krankheiten und Schädlinge
Ollucos werden sehr häufig von Pflanzenviren befallen. Dies ist eines der größten Hindernisse für eine künftige Ausbreitung des Anbaus dieser Pflanze.